# Offensives de Silésie

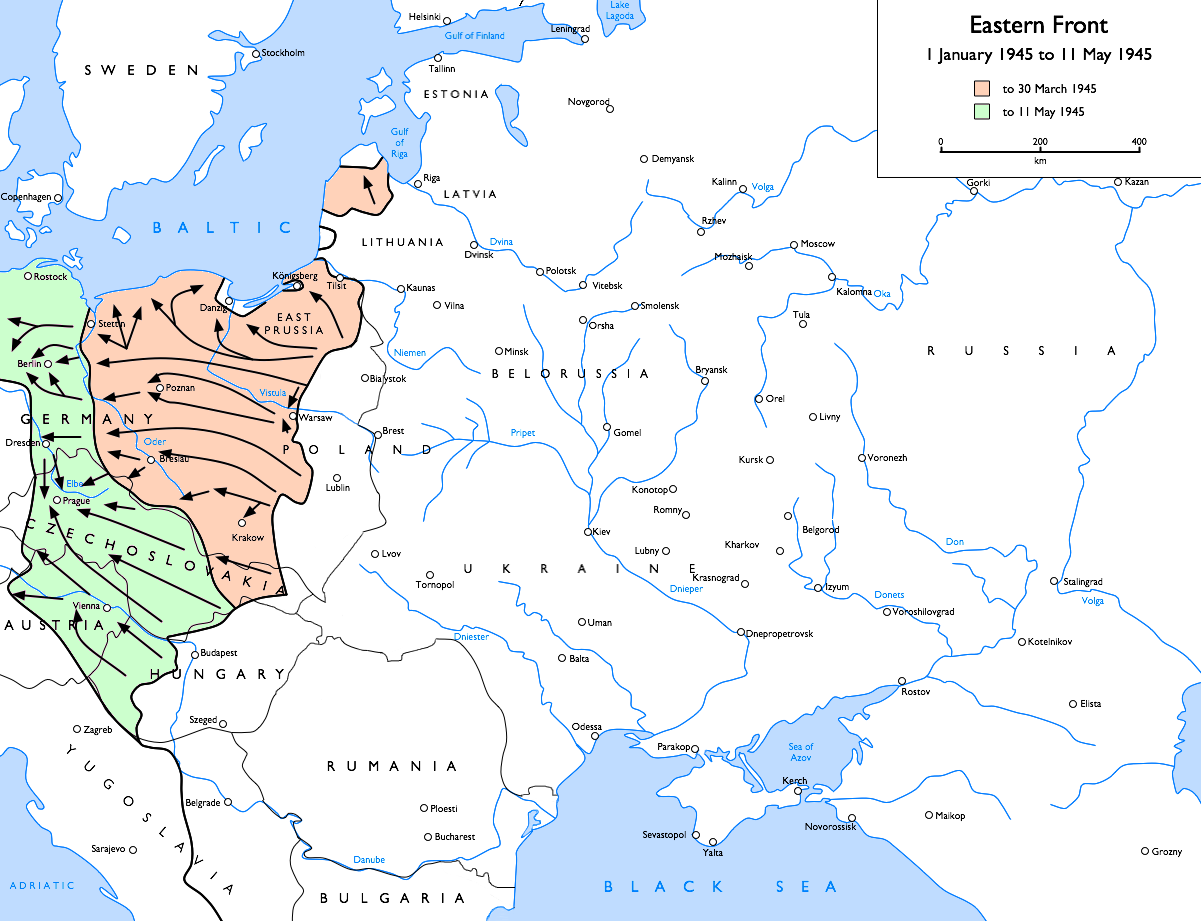
Front de l'Est de la Seconde Guerre mondiale en 1945.

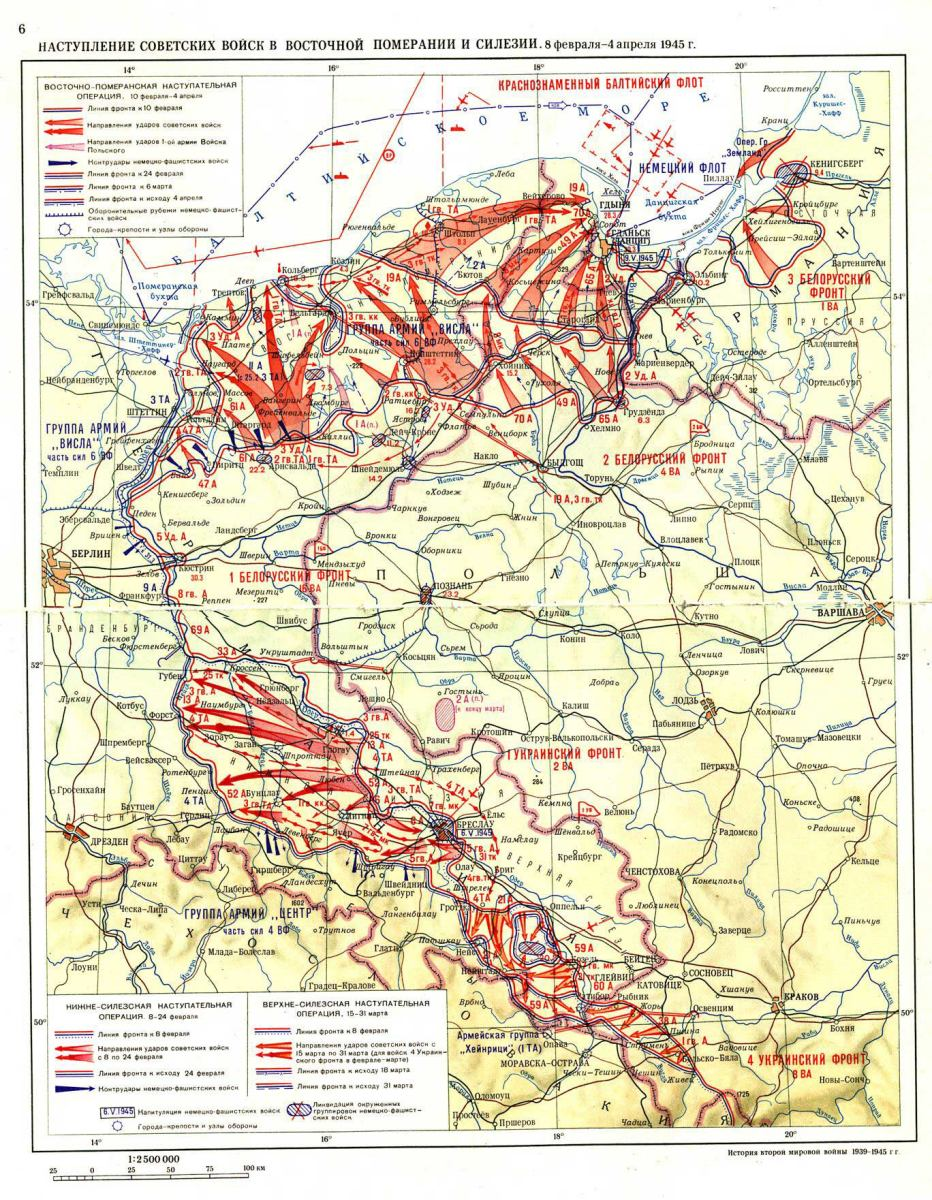
Offensives poméraniennes et silésiennes.

Les offensives en Silésie sont deux offensives distinctes menées en février et mars 1945 par l' Armée rouge soviétique contre la Wehrmacht sur le front de l'Est pendant la Seconde Guerre mondiale, pour protéger les flancs de l'Armée rouge lors de sa poussée vers Berlin et empêcher une contre-attaque allemande. Ces opérations ont retardé de 2 mois l'offensive finale sur Berlin.

## Opérations
L' offensive de Basse-Silésie se déroule du 8 au 24 février 1945 et celle en Haute-Silésie du 15 au 31 mars : conçues pour protéger les flancs de l'Armée rouge marchant sur Berlin, les deux opérations ont chassé la Wehrmacht hors de Silésie.
Selon les informations soviétiques, les Allemands ont perdu 54 000 soldats : 40 000 morts et 14 000 capturés lors de l'offensive de Haute-Silésie.
Le Premier front ukrainien sous le commandement d' Ivan Konev - après avoir terminé l' offensive Vistule-Oder - devait avancer vers l'ouest vers la Silésie avec l'objectif principal de protéger le flanc gauche du Premier front biélorusse qui poussait vers Berlin. De même, l'offensive de Poméranie orientale du Deuxième front biélorusse au nord est chargée de protéger le flanc droit du Premier front biélorusse.

## Retard
La nécessité de sécuriser les flancs repousse à avril la  Bataille de Berlin, initialement prévue pour février. À la mi-avril, l'offensive de Poméranie orientale - menée par le 2e et des éléments du 1er fronts biélorusses - a atteint ses objectifs en atteignant l'importante ville portuaire allemande de Stettin (aujourd'hui Szczecin).

## Causes
La décision de Joseph Staline de retarder l'avancée vers Berlin de février à avril 1945 est un sujet de controverse parmi les généraux et les historiens militaires soviétiques : certains affirment qu'en février, les Soviétiques avaient une chance de sécuriser Berlin beaucoup plus rapidement et avec beaucoup moins les pertes, d'autres faisant valoir que la possibilité de grandes formations allemandes présentes sur les flancs aurait pu aboutir à une contre-attaque allemande réussie et prolonger encore la guerre. Le but de Staline en retardant l'avancée sur Berlin peut avoir eu des motifs politiques, car il lui permettait d'occuper des parties substantielles de l'Autriche lors de l'offensive Vienne .